# 神戸市立長坂中学校
神戸市立長坂中学校（こうべしりつ ながさかちゅうがっこう）は、兵庫県神戸市西区にある公立中学校。

## 校区
- 神戸市立長坂小学校[1]
- 神戸市立有瀬小学校（一部）[1]

## 部活動

### 運動部
- 野球部
- サッカー部
- 陸上競技部
- バスケットボール部
- ソフトテニス部
- 水泳部
- バレーボール部

### 文化部
- 音楽部
- 美術部
- 技術家庭科部

## 卒業生
- 来田涼斗 - プロ野球選手(オリックス・バファローズ)

## 校区が隣接している学校
- 神戸市立伊川谷中学校
- 神戸市立太山寺中学校
- 神戸市立多聞東中学校
- 神戸市立本多聞中学校
- 神戸市立神陵台中学校
- 明石市立朝霧中学校
- 明石市立大蔵中学校